# Agoncillo (Batangas)
Agoncillo é um município de  quarta classe de renda municipal (d) na província Batangas, nas Filipinas. De acordo com o censo de 1 de maio  de  2020 possui uma população de 39 101 pessoas e 8 580 domicílios.